# クリッカーチョンボ
クリッカーチョンボは、アーチェリーでクリッカーが落ちないうちにリリースしてしまうミス。クリチョンと略されることが多い。
ルール上は問題はないが、得点にはつながらない。また、危険性が高く、矢を壊す原因ともつながる。

## 主な原因
- クリッカーに慣れておらず、一定の矢尺まで引き込むことができない。
- 他人のクリッカーの音などに反応してしまい、思わずリリースしてしまう。
- 引き手の力が緩んでしまいリリースしてしまう。

## 主な矢への効果
- クリッカーの圧力が矢に加わってしまうことによって、右利きの場合は右へと飛ぶ。
- 他人の音に反応してしまった場合、体が反応することが多く押し手のブレなどにより様々な方向に矢が飛ぶことが多い。
- 想定外の場所に飛んでいった場合、矢が折れたりクラックが入ったりする。
- クリッカーに挟まれたまま飛んでいくので、ヴェイン(羽)が折れる。クリアランスやヴェインの種類にもよる。